# 中野健一
中野 健一（なかの けんいち、1934年3月21日 -）は、毎日オリオンズ に在籍したプロ野球選手（内野手）。

## 経歴
法政一高では1951年春季東京大会で準決勝に進むが、沖山光利のいた明治高に敗退。同年夏の甲子園都予選では3回戦で成城高に惜敗。卒業後は法政大学に進学。東京六大学野球リーグでは優勝に届かなかったが、遊撃手として活躍。1955年秋季リーグでは打率.383で首位打者を獲得、ベストナインにも選出された。大学同期に長谷川繁雄がいる。
卒業後は 日本石油に入社。1956年の都市対抗では一番打者としてエース藤田元司を擁し決勝に進出。熊谷組を降しチームを優勝に導く。この時のチームメートに花井悠らがいる。同年の第2回世界野球大会に社会人野球日本代表として出場。
1957年に毎日オリオンズ に入団。開幕から一番打者、遊撃手として起用され、同年は68試合に先発出場。二塁手としても出場している。一方で5月19日から6月15日まで42打席連続無安打、当時の新記録となった。非常に期待された選手だったが、同年限りで現役引退。
その後は社会人野球の熊谷組に転じ、1960年の都市対抗に一番打者として出場。決勝で松下電器に延長10回裏サヨナラ勝ち、チームの優勝に貢献した。同年9月には全日本社会人野球選抜チームの一員としてハワイに遠征した。

## 詳細情報

### 年度別打撃成績
| 年 度    | 球 団    | 試 合 | 打 席 | 打 数 | 得 点 | 安 打 | 二 塁 打 | 三 塁 打 | 本 塁 打 | 塁 打 | 打 点 | 盗 塁 | 盗 塁 死 | 犠 打 | 犠 飛 | 四 球 | 敬 遠 | 死 球 | 三 振 | 併 殺 打 | 打 率 | 出 塁 率 | 長 打 率 | O P S |
| -------- | -------- | ----- | ----- | ----- | ----- | ----- | -------- | -------- | -------- | ----- | ----- | ----- | -------- | ----- | ----- | ----- | ----- | ----- | ----- | -------- | ----- | -------- | -------- | ----- |
| 1957     | 毎日     | 91    | 246   | 223   | 15    | 36    | 4        | 1        | 1        | 45    | 14    | 19    | 6        | 6     | 1     | 15    | 1     | 1     | 33    | 1        | .161  | .217     | .202     | .418  |
| 通算:1年 | 通算:1年 | 91    | 246   | 223   | 15    | 36    | 4        | 1        | 1        | 45    | 14    | 19    | 6        | 6     | 1     | 15    | 1     | 1     | 33    | 1        | .161  | .217     | .202     | .418  |

### 背番号
- 7 （1957年）